# قلعه آفریز
قلعه آفریز مربوط به دوره صفوی است و در شهرستان قائنات، روستای آفریز واقع شده و این اثر در تاریخ ۱۹ اسفند ۱۳۸۰ با شمارهٔ ثبت ۴۸۰۵ به‌عنوان یکی از آثار ملی ایران به ثبت رسیده است.